# Rosella Ayane
Rosella Annie Ayane (arabisch روزيلا أيان; * 16. März 1996 in Reading, England) ist eine in England geborene marokkanische Fußballspielerin.

## Karriere

### Klub
Ihre Karriere begann in der Jugend des FC Chelsea, wo sie von der U16 Anfang 2014 in die erste Mannschaft vorrückte. Bereits zuvor war sie in der Saison 2013 schon ein paar Mal für diese aktiv, so passierte ihr erster Einsatz am 4. August 2013 bei einem 4:0-Sieg über Doncaster Rovers. Nach ihrem Wechsel in das Team, kam sie aber nur noch wenige Male zum Einsatz, auch wenn sie stets Teil des Kaders war.
So kam es dann im Sommer 2014 zu einem Leihtransfer an die Millwall Lionesses. Ein weiterer Wechsel auf Leihbasis folgte dann im Februar 2016, wo es diesmal zu Bristol City ging. Dort blieb sie aber nur für neun Spiele, bis die Leihe wieder aufgelöst wurde und sie zu Chelsea zurückkehrte. Kurz danach hatte sie mit Everton dann aber schon wieder eine neue Leihstation. Diese Leihe ging dann noch im Jahr 2016 ebenfalls zu Ende. Anschließend verblieb sie bei ihrem Jugendklub noch bis zum Sommer 2017 und wechselte dann fest nach Zypern, wo sie nun für Apollon Limassol spielte. Nach einer sehr erfolgreichen Saison kehrte sie zur nächsten nach England zurück, wo sie diesmal zu Bristol City zurückkehrte. In den 15 Partien hier, erzielte sie im Vergleich zu ihrer vorherigen Saison diesmal jedoch nur einen Treffer. So ging es zur Spielzeit 2019/20 weiter zu Tottenham Hotspur, welche gerade neu aufgestiegen waren. Bei diesen ist sie nun bis heute auch noch aktiv.

### Nationalmannschaft
In der U17 und der U19 spielte sie noch für England und nahm mit den Mannschaften hier auch an mehreren Turnieren teil. Durch ihren marokkanischen Vater war sie aber auch für diese Mannschaft spielberechtigt und so machte sie hier ihr Debüt für die Nationalmannschaft im Juni 2021. Mit dieser nahm sie dann auch am Afrika-Cup 2022 teil, wo sie mit ihrem Team das Finale erreichte, dort jedoch gegen Südafrika unterlag. Dies reichte aber aus, damit sich ihre Mannschaft für die Weltmeisterschaft 2023 qualifizierte.